# Погарский район
Пога́рский район — административно-территориальная единица (район) и муниципальное образование (муниципальный район) в Брянской области России.
Административный центр — посёлок городского типа Погар.

## География
Расположен на юге области. Площадь района — 1210 км². Основные реки — Судость, Вара, Вабля.

## Природные ресурсы
На территории района ведётся добыча песка, глины, торфа. В 2020 г. начата промышленная добыча мела на месторождении «Мирское» в южной части района.

## Экология
Авария на Чернобыльской АЭС привела к ухудшению экологической обстановки в районе. Практически весь район подвергся радиационному загрязнению (1-5 Ки/км²).
Загрязнение реки Вабля отходами стародубских предприятий, главным образом ОАО «Стародубский маслосырзавод», привело к экологической катастрофе. По Вабле ядовитые стоки попадают в Судость.

## История
Район образован в 1929 году в составе Клинцовского округа Западной области. 5 июля 1944 года Указом  Президиума Верховного Совета СССР была образована Брянская область, в состав которой, наряду с другими, был включен и Погарский район. 22 ноября 1957 года к Погарскому району была присоединена часть территории упразднённого Воронокского района. В период реформ 1963—1965 годов район был временно упразднён, а его территория относилась к Стародубскому району.

## Население
| 2002    | 2009    | 2010    | 2011    | 2012    | 2013    | 2014    | 2015    | 2016    |
| ------- | ------- | ------- | ------- | ------- | ------- | ------- | ------- | ------- |
| 35 588  | ↘31 995 | ↘28 333 | ↘28 183 | ↘27 729 | ↘27 085 | ↘26 385 | ↘25 751 | ↘25 174 |
| 2017    | 2018    | 2019    | 2020    | 2021    |         |         |         |         |
| ↘24 717 | ↘23 961 | ↘23 466 | ↘23 035 | ↗29 424 |         |         |         |         |

### Урбанизация
В городских условиях (пгт Погар) проживают 32,23 % населения района.

### Национальный состав
По итогам переписи населения 2020 года проживали следующие национальности (национальности менее 0,1 % и другое, см. в сноске к строке «Другие»):
| Национальность | Численность, чел. | Доля     |
| -------------- | ----------------- | -------- |
| Русские        | 28 445            | 96,67 %  |
| Цыгане         | 170               | 0,58 %   |
| Украинцы       | 140               | 0,48 %   |
| Армяне         | 61                | 0,21 %   |
| Киргизы        | 48                | 0,16 %   |
| Узбеки         | 34                | 0,12 %   |
| Таджики        | 34                | 0,12 %   |
| Другие         | 492               | 1,66 %   |
| Итого          | 29 424            | 100,00 % |

## Административно-муниципальное устройство
Погарский район в рамках административно-территориального устройства области, включает 13 административно-территориальных единиц, в том числе 1 поселковый административный округ и 12 сельских административных округов.
Обсуждается вопрос присоединения Погарского района к Стародубскому району для улучшения медицинского, социального и экономического обслуживания жителей.
Погарский муниципальный район в рамках муниципального устройства, включает 13 муниципальных образований нижнего уровня, в том числе 1 городское поселение и 12 сельских поселений:
| №         | Муниципальное образование        | Административный центр | Количество населённых пунктов | Население (чел.) | Площадь (км²) |
| --------- | -------------------------------- | ---------------------- | ----------------------------- | ---------------- | ------------- |
| 1         | Погарское городское поселение    | пгт Погар              | 1                             | ↗9484            | 11,61         |
| 2         | Борщовское сельское поселение    | село Борщово           | 4                             | ↗1511            | 39,53         |
| 3         | Вадьковское сельское поселение   | посёлок Вадьковка      | 19                            | ↗3075            | 181,90        |
| 4         | Витемлянское сельское поселение  | село Витемля           | 13                            | ↗1147            | 127,00        |
| 5         | Гетуновское сельское поселение   | хутор Гетуновка        | 11                            | ↗1851            | 61,40         |
| 6         | Городищенское сельское поселение | село Городище          | 12                            | ↗1891            | 73,20         |
| 7         | Гринёвское сельское поселение    | село Гринёво           | 11                            | ↗1231            | 95,00         |
| 8         | Долботовское сельское поселение  | деревня Долботово      | 7                             | ↗1005            | 64,50         |
| 9         | Кистерское сельское поселение    | село Кистер            | 9                             | ↗1449            | 201,50        |
| 10        | Посудичское сельское поселение   | село Посудичи          | 17                            | ↗2313            | 108,50        |
| 10.000001 | Прирубкинское сельское поселение | деревня Прирубки       | 10                            | ↗552             |               |
| 10.000002 | Стеченское сельское поселение    | село Стечна            | 16                            | ↘1659            |               |
| 11        | Суворовское сельское поселение   | село Суворово          | 3                             | ↗2033            | 36,00         |
| 12        | Чаусовское сельское поселение    | село Сопычи            | 6                             | ↗796             | 97,20         |
| 13        | Юдиновское сельское поселение    | село Юдиново           | 7                             | ↗1638            | 65,50         |

После муниципальной реформы 2005 года, сперва в муниципальном районе к 1 января 2006 года было создано 15 муниципальных образований, в том числе 1 городское поселение (Погарское) и 14 сельских поселений.
Законом Брянской области от 4 июня 2019 года были упразднены:
- Стеченское сельское поселение — включено в Вадьковское сельское поселение;
- Прирубкинское сельское поселение — включено в Посудичское сельское поселение.

## Населённые пункты
В Погарском районе 120 населённых пунктов.
| №   | Населённый пункт | Тип     | Население | Муниципальное образование        |
| --- | ---------------- | ------- | --------- | -------------------------------- |
| 1   | Абаринки         | деревня | ↘84       | Долботовское сельское поселение  |
| 2   | Авсеенков        | хутор   | →72       | Гетуновское сельское поселение   |
| 3   | Андрейковичи     | село    | ↗519      | Кистерское сельское поселение    |
| 4   | Базская          | деревня | ↘216      | Витемлянское сельское поселение  |
| 5   | Балыкино         | село    | ↘116      | Посудичское сельское поселение   |
| 6   | Балышовка        | посёлок | →0        | Кистерское сельское поселение    |
| 7   | Белевая          | посёлок | ↘0        | Посудичское сельское поселение   |
| 8   | Белевица         | посёлок | ↘249      | Суворовское сельское поселение   |
| 9   | Белый Поруб      | посёлок | ↘29       | Городищенское сельское поселение |
| 10  | Бердаши          | посёлок | ↘6        | Посудичское сельское поселение   |
| 11  | Берёзовка        | село    | ↘310      | Юдиновское сельское поселение    |
| 12  | Бобрик           | село    | ↘253      | Гринёвское сельское поселение    |
| 13  | Боевик           | посёлок | →0        | Кистерское сельское поселение    |
| 14  | Борщово          | село    | ↗686      | Борщовское сельское поселение    |
| 15  | Бугаевка         | деревня | ↘189      | Вадьковское сельское поселение   |
| 16  | Будённый         | посёлок | ↘82       | Посудичское сельское поселение   |
| 17  | Вадьковка        | посёлок | ↘937      | Вадьковское сельское поселение   |
| 18  | Вара             | хутор   | #Н/Д      | Городищенское сельское поселение |
| 19  | Василёвка        | деревня | ↘37       | Витемлянское сельское поселение  |
| 20  | Витемля          | село    | ↘354      | Витемлянское сельское поселение  |
| 21  | Гамовщина        | посёлок | ↗1        | Вадьковское сельское поселение   |
| 22  | Гарцаёвка        | хутор   | →0        | Витемлянское сельское поселение  |
| 23  | Гетуновка        | хутор   | ↗513      | Гетуновское сельское поселение   |
| 24  | Глинки           | хутор   | ↘74       | Вадьковское сельское поселение   |
| 25  | Горицы           | деревня | ↘59       | Чаусовское сельское поселение    |
| 26  | Городище         | село    | ↘421      | Городищенское сельское поселение |
| 27  | Гошка            | посёлок | ↘0        | Городищенское сельское поселение |
| 28  | Граборовка       | хутор   | ↘277      | Гетуновское сельское поселение   |
| 29  | Гринёво          | село    | ↘542      | Гринёвское сельское поселение    |
| 30  | Гринёвочка       | деревня | ↘237      | Городищенское сельское поселение |
| 31  | Грозный          | посёлок | →0        | Посудичское сельское поселение   |
| 32  | Грязивец         | село    | ↗268      | Вадьковское сельское поселение   |
| 33  | Гудовка          | село    | ↘95       | Кистерское сельское поселение    |
| 34  | Дареевск         | село    | ↘277      | Городищенское сельское поселение |
| 35  | Джуровка         | хутор   | ↘7        | Гетуновское сельское поселение   |
| 36  | Довжик           | посёлок | →14       | Вадьковское сельское поселение   |
| 37  | Долботово        | деревня | ↘423      | Долботовское сельское поселение  |
| 38  | Дуброва          | посёлок | ↗11       | Вадьковское сельское поселение   |
| 39  | Дятлов           | посёлок | ↘9        | Вадьковское сельское поселение   |
| 40  | Евдоколье        | село    | ↘129      | Витемлянское сельское поселение  |
| 41  | Жигалки          | деревня | ↘172      | Посудичское сельское поселение   |
| 42  | Западеньки       | посёлок | ↗3        | Витемлянское сельское поселение  |
| 43  | Запесочье        | посёлок | ↘203      | Витемлянское сельское поселение  |
| 44  | Заречное         | село    | ↗376      | Юдиновское сельское поселение    |
| 45  | Затростянье      | посёлок | →50       | Кистерское сельское поселение    |
| 46  | Заяружье         | посёлок | ↘3        | Посудичское сельское поселение   |
| 47  | Золин            | посёлок | ↘12       | Юдиновское сельское поселение    |
| 48  | Исаевка          | деревня | ↘54       | Витемлянское сельское поселение  |
| 49  | Казиловка        | деревня | ↘56       | Юдиновское сельское поселение    |
| 50  | Калиновка        | посёлок | ↘21       | Гетуновское сельское поселение   |
| 51  | Карбовка         | деревня | ↘82       | Вадьковское сельское поселение   |
| 52  | Кирпичный        | хутор   | ↘2        | Городищенское сельское поселение |
| 53  | Кистёр           | село    | ↘658      | Кистерское сельское поселение    |
| 54  | Кожуровка        | деревня | →0        | Вадьковское сельское поселение   |
| 55  | Колодезки        | посёлок | ↗10       | Кистерское сельское поселение    |
| 56  | Кочкарь          | посёлок | →0        | Кистерское сельское поселение    |
| 57  | Красная Роща     | посёлок | ↗108      | Юдиновское сельское поселение    |
| 58  | Красный Бор      | посёлок | ↘7        | Вадьковское сельское поселение   |
| 59  | Красный Октябрь  | посёлок | ↘10       | Долботовское сельское поселение  |
| 60  | Красный Угол     | посёлок | ↗103      | Витемлянское сельское поселение  |
| 61  | Курово           | село    | ↘814      | Суворовское сельское поселение   |
| 62  | Левдиков         | хутор   | ↘5        | Гетуновское сельское поселение   |
| 63  | Леднев           | посёлок | →0        | Городищенское сельское поселение |
| 64  | Лобки            | село    | ↘229      | Борщовское сельское поселение    |
| 65  | Лосёвка          | хутор   | ↗55       | Вадьковское сельское поселение   |
| 66  | Лукин            | деревня | ↘259      | Городищенское сельское поселение |
| 67  | Мадеевка         | деревня | ↗374      | Посудичское сельское поселение   |
| 68  | Майский          | посёлок | →0        | Гринёвское сельское поселение    |
| 69  | Марковск         | деревня | ↘10       | Чаусовское сельское поселение    |
| 70  | Меловое          | посёлок | ↘1        | Гринёвское сельское поселение    |
| 71  | Мирские          | посёлок | ↘39       | Борщовское сельское поселение    |
| 72  | Михновка         | деревня | ↘148      | Долботовское сельское поселение  |
| 73  | Незеваевка       | посёлок | ↘52       | Гринёвское сельское поселение    |
| 74  | Нечуи            | посёлок | ↗18       | Витемлянское сельское поселение  |
| 75  | Низы             | хутор   | ↘11       | Гринёвское сельское поселение    |
| 76  | Новый Синин      | посёлок | ↘70       | Гринёвское сельское поселение    |
| 77  | Огонёк           | посёлок | →3        | Чаусовское сельское поселение    |
| 78  | Ореховка         | посёлок | ↘2        | Посудичское сельское поселение   |
| 79  | Первомайский     | посёлок | ↘115      | Посудичское сельское поселение   |
| 80  | Перегон          | деревня | ↘172      | Городищенское сельское поселение |
| 81  | Песоцкий         | хутор   | ↗7        | Гетуновское сельское поселение   |
| 82  | Песчанки         | посёлок | ↘127      | Борщовское сельское поселение    |
| 83  | Плоский          | посёлок | →0        | Вадьковское сельское поселение   |
| 84  | Погар            | пгт     | ↗9484     | Погарское городское поселение    |
| 85  | Поперечное       | хутор   | →65       | Вадьковское сельское поселение   |
| 86  | Посудичи         | село    | ↗664      | Посудичское сельское поселение   |
| 87  | Поталуевщина     | посёлок | →0        | Гринёвское сельское поселение    |
| 88  | Прирубки         | деревня | ↘121      | Посудичское сельское поселение   |
| 89  | Пролетарский     | посёлок | ↗41       | Юдиновское сельское поселение    |
| 90  | Просвет          | посёлок | ↘10       | Витемлянское сельское поселение  |
| 91  | Пчёлки           | хутор   | →0        | Гринёвское сельское поселение    |
| 92  | Раков            | хутор   | ↗10       | Вадьковское сельское поселение   |
| 93  | Рассуха          | деревня | →0        | Посудичское сельское поселение   |
| 94  | Реуха            | хутор   | ↘0        | Вадьковское сельское поселение   |
| 95  | Роговичи         | хутор   | ↘42       | Гетуновское сельское поселение   |
| 96  | Рожки            | деревня | ↘4        | Посудичское сельское поселение   |
| 97  | Романовка        | деревня | ↗362      | Вадьковское сельское поселение   |
| 98  | Савостьяны       | село    | ↘277      | Долботовское сельское поселение  |
| 99  | Садовый          | посёлок | ↗103      | Посудичское сельское поселение   |
| 100 | Синин            | село    | ↘50       | Гринёвское сельское поселение    |
| 101 | Синицкий         | хутор   | ↗188      | Гетуновское сельское поселение   |
| 102 | Случовск         | село    | ↘199      | Чаусовское сельское поселение    |
| 103 | Сопычи           | село    | ↘254      | Чаусовское сельское поселение    |
| 104 | Сочилов          | хутор   | ↘9        | Посудичское сельское поселение   |
| 105 | Стечна           | село    | ↘340      | Вадьковское сельское поселение   |
| 106 | Суворово         | село    | ↘637      | Суворовское сельское поселение   |
| 107 | Сухосеевка       | село    | ↘27       | Кистерское сельское поселение    |
| 108 | Телеговка        | деревня | →0        | Витемлянское сельское поселение  |
| 109 | Торкин           | хутор   | ↗49       | Витемлянское сельское поселение  |
| 110 | Храповка         | деревня | ↘75       | Долботовское сельское поселение  |
| 111 | Чайкино          | посёлок | ↘466      | Гетуновское сельское поселение   |
| 112 | Чаков            | хутор   | ↘59       | Гетуновское сельское поселение   |
| 113 | Чаусы            | село    | ↘279      | Чаусовское сельское поселение    |
| 114 | Чемерисовка      | посёлок | ↘1        | Городищенское сельское поселение |
| 115 | Чеховка          | село    | ↘463      | Вадьковское сельское поселение   |
| 116 | Чубарово         | деревня | ↘113      | Городищенское сельское поселение |
| 117 | Щербаковка       | хутор   | →0        | Гринёвское сельское поселение    |
| 118 | Юдиново          | село    | ↘574      | Юдиновское сельское поселение    |
| 119 | Юрково           | деревня | →5        | Долботовское сельское поселение  |
| 120 | Яковлевичи       | деревня | ↗131      | Посудичское сельское поселение   |

Упразднённые населённые пункты:
- 2002 год — поселок Деды и хутор Фёдоровский Стеченского сельсовета и поселок Гошка Кистерского сельсовета[27]
- 2009 год — хутор Натальин, поселок Светлый Гриневского сельсовета; поселок Красный Чеховского сельсовета; поселок Донцов Прирубкинского сельсовета; поселок Орлы Посудичского сельсовета; поселок Озёрный Кистерского сельсовета и хутор Петровский Андрейковичского сельсовета[28].

## Транспорт
По Погарскому району проходит железнодорожная линия Унеча - Селецкая, ранее являвшаяся частью магистральной линии Орша - Донецк. После распада СССР, в связи с пограничным режимом, прекращается сквозное движение по пограничному участку Селецкая - Чигинок (Украина).  Позднее часть магистральной линии на украинской территории была разобрана. С 1 января 2013 г. отменяется единственный пригородный поезд на данном участке Унеча - Селецкая, после чего пассажирское движение по железнодорожной линии по Погарскому району отсутствует. http://gorodbryansk.info/chronicles/2012/12/21/mzhd-118/

## Достопримечательности
Погарский замок(руины)

## Знаменитые уроженцы
- Алексей Павлович Галоганов — учёный, адвокат, общественный деятель.
- Козин, Павел Минович (Родился 10 июля 1921 года на хуторе Синицкий — 16.03.1998) — кавалер ордена Славы трёх степеней[29]
- Алексей Михайлович Крюков —  (1914—2003) —  Генерал-полковник. Начальник Железнодорожных войск Министерства обороны СССР (1968 — 1983). Родился в селе Посудичи.
- Василий Никифорович Шаройко (1929, село Андрийковичи Погарского района) — украинский писатель
- Александр Михайлович Шкурко — учёный, известный полярник.
- Евгений Владимирович Шляхто — доктор медицинских наук, профессор, академик РАМН.
- Щербенко Олег Ильич - доктор медицинских наук, профессор